# Danny Diablo
Dan Singer (20 de diciembre de 1971), conocido profesionalmente como Danny Diablo y también conocido como Lord Ezec, es un artista, productor discográfico, actor y modelo de grabación estadounidense de hardcore punk y hip hop. Es miembro actual de los actos de hip hop underground The ShotBlockers, KAOS 13 y FTW, y miembro fundador de las bandas de hardcore Crown Of Thornz, Skarhead (y) Icepick, lo que le valió un gran éxito en la escena hardcore de Nueva York.

## Primeros años
Nacido en Manhattan, Nueva York, Dan Singer es hijo de un sargento de policía judío polaco, nacido en Brooklyn, y de una ama de casa puertorriqueña de East River Houses de Spanish Harlem.
Comenzó a dibujar grafitis a una edad temprana bajo el apodo de Lord Ezec.
Fue apuñalado con un destornillador de 8 pulgadas y casi murió en 1993. Casi fue acusado por el tribunal debido a la paliza que recibió el apuñalador. Pasó unos dos meses en el Hospital de San Vicente en Manhattan.
Diablo fue arrestado por intento de asesinato en 1998 y juró cambiar su vida con música cuando fue liberado.

## Bandas
- Crown Of Thornz[3]
- Skarhead
- Icepeak

## Solista
La primera grabación como solista de Diablo comenzó con "D.R.E.A.M." por The Transplants, que le dio meción para poder firmar con Travis Barker de LaSalle Records de Blink-182 para el lanzamiento en 2005 de su Hardcore 4 Life EP.